# علم وظائف الأعضاء (كتاب)
علم وظائف الأعضاء، كتاب قام بتأليفه الدكتور شتيوي العبدالله، ويتكلم عن علم وظائف الاعضاء بشكل تفصيلي مُدعمة بالصور والرسومات والجداول لتزويد القارئ بتفاصيل بشكل واضح وسلس. قامت دار المسيرة بنشره عام 2012.

## نبذة عامة
يشكل هذا الكتاب خطوة مهمة في مجال العلوم الطبية ووظائف الاعضاء، ويتميز الكتاب بما يلي:
- شمولية المحتوى: حيث يغطي الكتاب المادة العلمية بعمق، مما يقلل من حاجة القارئ للرجوع إلى مصادر أخرى.
- التسلسل المنطقي: تم ترتيب المادة العلمية بشكل منطقي يسهل على القارئ استيعابها.
- الإطار العام: حُددت أهداف واضحة لكل فصل لمساعدة القارئ على تقييم مدى فهمه للمادة، مع التركيز على مفاهيم الاستتباب والعلاقات المتبادلة والتكامل التركيبي والوظيفي.
- الجوانب البصرية: صُممت الرسوم التوضيحية بعناية لتكون واضحة ومشوقة في الوقت نفسه.

نشرت دار المسيرة الطبعة الاولى عام 2012 وعدد صفحاته 534، وكان نوع التجليد كرتوني، بمقاييس 29x21 سم، والوزن 1.7 كغم.
يحتوي الكتاب على فهرس تفصيلي مرتب أبجدياً لجميع المواضيع، مما يتيح للقارئ الوصول السريع إلى المعلومات المطلوبة ببساطة عن طريق البحث عن الكلمة المفتاحية. صُممت صفحات الكتاب بطريقة مريحة للقراءة، حيث قُسمت كل صفحة إلى عمودين لتقليل إجهاد العين وتسهيل متابعة النص.

## مواضيع الكتاب
يشمل الكتاب 26 فصل من ابرزها:
- الإطار العام لعلم وظائف الأعضاء
- الاستتباب (الثبات الداخلي)
- تركيب وفسيولوجيا الخلية
- أيض الخلايا
- التفاهم بين الخلايا وتحويل الرسائل إلى استجابات
- تنظيم سوائل الجسم
- النسيج العصبي
- بث السيال العصبي
- الجهاز العصبي: التركيب والتنظيم
- الجهاز العصبي الطرفي
- الأجهزة الحسية
- السمع والتوازن والأبصار

## نبذة عن المؤلف
حصل شتيوي العبدالله على شهادة البكالوريوس في علم الاحياء من جامعة بغداد عام 1972، ثم عمل بعدها بحقل التعليم لفترة وجيزة، بعدها التحق بالجامعة الاردنية بعمان ليحصل على الماجستير في علم وظائف الأعضاء عام 1979، وحصل على الدكتوراة من جامعة ويسكونسن-ماديسون بالولايات المتحدة الامريكية عام 1984.
ساهم في تأليف عدة كتب لمراحل التعلم المبكرة والثانوية ولجامعات التعلم المفتوح وللجامعات الأنتظامية. تقلد عدة مناصب أكاديمية في الجامعة الاردنية من بينها نائب الرئيس للشؤون الأكاديمية،  وأستاذ شرف في قسم العلوم الحياتية في كلية العلوم.